# Пьетро Максимофф (киновселенная Marvel)
Пье́тро Ма́ксимофф (англ. Pietro Maximoff) — персонаж медиафраншизы «Кинематографическая вселенная Marvel» (КВМ), основанный на одноимённом герое Marvel Comics, широко известный по прозвищу «Ртуть» (англ. Quicksilver).
Пьетро, вместе со своей сестрой-двойняшкой Вандой родился в Заковии. Пьетро и Ванда, будучи детьми, осиротели от ракет технологии Тони Старка, однако им удалось выжить при помощи магии Ванды. Позже, они добровольно соглашаются на эксперименты преступной организации «Гидра». В результате воздействия Камня Разума, Пьетро приобретает способность передвигаться со сверхчеловеческой скоростью. В 2015 году, двойняшки противостоят команде «Мстители», однако затем объединяется с ними в противостоянии с Альтроном. В процессе битвы, Пьетро погибает в бою, спасая Клинта Бартона.
Роль Пьетро в КВМ исполнил британский актёр Аарон Тейлор-Джонсон. Впервые Пьетро появился в сцене после титров фильма «Первый мститель: Другая война» (2014), позже появился во второстепенной роли в фильме «Мстители: Эра Альтрона» (2015). В сериале «Ванда/Вижн» (2021) присутствуют архивные кадры с Пьетро в исполнении Тейлора-Джонсона, а также флешбек из детства персонажа, где его сыграл Габриэль Гуревич.
Персонаж получил смешанные отзывы критиков и фанатов, которые сравнивали его с более успешной версией Ртути из серии фильмов «Люди Икс».

## Создание образа

### Первое появление персонажа
Ртуть дебютировал в The X-Men #4 (Март, 1964) и был создан сценаристом Стэном Ли и художником / соавтором Джеком Кирби. Первоначально Ртуть выступил в качестве антагониста Людей Икс, однако вскоре присоединился ко Мстителям и регулярно появлялся в серии комиксов, начиная с The Avengers #16 (Май, 1965). С тех пор он принимал участие в других публикациях Marvel, будучи членом команды, но, в то же время, периодически являлся как союзником, так и врагом супергероев.

### Кастинг и исполнение
Первое появление Тейлор-Джонсона в роли Максимоффа состоялось в сцене после титров картины «Первый мститель: Другая война» 2014 года. В ноябре 2013 года Marvel подтвердила, что Ртуть вернётся в фильме «Мстители: Эра Альтрона» 2015 года. Раннее, в том же году, Тейлор-Джонсон состоял в переговорах со студией. По словам режиссёра Джосса Уидона, он очень хотел поработать с Тейлором-Джонсоном, будучи поклонником его игры в картине «Пипец» 2010 года.
Жак Шеффер и Мэри Ливанос стремились вернуть Пьетро в сериал «Ванда/Вижн» и решили воспользоваться концепцией проекта о том, «что реально, а что нет, спектакль, кастинг, аудитория и фэндом», произведя «рекаст» персонажа. Приглашение Эвана Питерса на роль состоялось в качестве отсылки на его персонажа Питера Максимоффа в серии фильмов «Люди Икс» от компании 20th Century Fox. По словам Шеффер, рекаст также послужил метафорой на смену актёров в ситкомах, как правило не сопровождающейся каким-либо объяснениями, а также высмеял клише о прибытии в город родственника, который «переворачивает с ног на голову жизнь в семье». Режиссёр сериала Мэтт Шекман сравнил роль Питерса с Тревором Слэттери в исполнении Бена Кингсли в «Железном человеке 3» 2013 года, подставного Мандарина, на предмет разрушения ожиданий аудитории. По мнению Шеффера, персонаж Питерса сочетал в себе черты Джесси Катсополиса из «Полного дома», Ника Мура из «Семейных уз» и Джоуи Триббиани из «Друзей».

### Визуальные эффекты
Тейлор-Джонсон отметил, что было разработано несколько вариаций визуализации способностей Ртути. Большая часть сцен с участием актёра снималась на открытом воздухе с целью придания реализма его бегу, чего не удалось достичь при съёмках у зелёного экрана. Для создания сцен, визуализирующих мир глазами Ртути в момент использования его способностей, была задействована сверхскоростная камера, съёмка с которой впоследствии была объединена с кадрами Тейлора-Джонсона, который двигался по той же траектории с нормальной скоростью.

### Характеристика
Поскольку Marvel Studios разделила права на адаптацию Ртути и Алой Ведьмы в кино с 20th Century Fox, она должна была избежать конфликта с фильмами Fox о «Людях Икс». Уидон представил двойняшек в Кинематографической вселенной Marvel опираясь на своё видение, что позволило ему связать историю их происхождения с КВМ, и избежать концепции мутантов.
Тейлор-Джонсон высказал мнение, что на личность Пьетро главным образом повлияла гибель их родителей, а также взросление в «Восточной Европе, где брат и сестра защищали и заботились друг о друге», из-за чего каждый из них в той или иной степени может контролировать другого. Также, по словам Тейлор-Джонсона Ртуть «чрезмерно оберегал» Алую Ведьму, назвав их «инь-и-ян по отношению друг другу. У него физические силы, а у неё ментальные. Мой персонаж очень эмоционален. Вы будете поражены красотой их обоюдной нежности». Файги назвал отношения Ртути с Алой Ведьмой и предысторию его взросления главным отличием от версии Эвана Питерса в фильме «Люди Икс: Дни минувшего будущего» 2014 года.

## Биография вымышленного персонажа

### Детство и сотрудничество с Гидрой
Пьетро родился в 1989 году и рос вместе со своей сестрой-двойняшкой Вандой Максимофф в семье Олека Максимоффа и Ирины Максимофф в Заковии в Восточной Европе во время войны. Семья практиковалась в говорении на английском языке, надеясь когда-нибудь покинуть свою истерзанную войной страну и мигрировать в Америку. На одном из сеансов по ситкомам, квартиру семьи Максимофф взрывается, в результате чего родители погибают, а двойняшки застревают в обломках. Через несколько секунд, в квартиру залетает вторая ракета компании «Stark Industries», однако при помощи магии Ванды, им удаётся выжить, в результате чего они пробыли в разрушенной квартире на два дня. Повзрослев, двойняшки вызывались стать добровольцами для экспериментов террористической организации «Гидры» под командованием барона Вольфганга фон Штрукера. По окончании экспериментов, он и Ванда остались единственными выжившими в экспериментах Штрукера с использованием скипетра Локи, при этом Пьетро получает сверхчеловеческую скорость благодаря воздействию одного из шести Камней Бесконечности — Камня Разума.

### Встреча со Мстителями
В 2015 году команда «Мстители» нападает на исследовательскую базу «Гидры» и сталкивается с Вандой и Пьетро. Последний несколько раз сбивает с ног Клинта Бартона, насмехаясь над его медлительностью. Позже, Пьетро и Ванда встречают в Заковии Альтрона — ожившую программу ИИ в механизированном теле, созданную Тони Старком и Брюсом Бэннером, который предлагает им работать вместе и отомстить Старку, ракета которого разрушила им жизнь. Мстители выслеживают и нападают на Альтрона в Йоханнесбурге, однако Ванда насылает на четверых участников из шести галлюцинационные видения, в том числе на Бэннера, заставляя его превратиться в Халка и атаковать город. Альтрон, Пьетро и Ванда отправляются в Сеул и используя скипетр, Альтрон порабощает доктора Хелен Чо, и используя её технологию синтетических тканей, вибраниум и Камень Разума, создаёт себе новое тело. Когда Альтрон загружает свой разум в тело, Ванда читает его мысли и обнаруживает его план заключается в уничтожении человечества. После этого, Пьетро и Ванда оборачиваются против Альтрона и присоединяются к Мстителям в противостоянии с ним. В Башне Мстителей, Пьетро, вместе со своей сестрой и Стивом Роджерсом выступают против создания нового существа при помощи Д.Ж.А.Р.В.И.С.а из захваченного у Альтрона тела. Пьетро отключает питание у тела с помощью свой суперскорости, однако его обездвиживает Бартон. В этот момент появляется Тор и оживляет существо, которое впоследствии называет себя «Вижном». Пьетро и Ванда отправляются вместе со Мстителями в Заковию, где узнают, что Альтрон использовал оставшийся вибраниум и с помощью него построил машину, способную поднять большую часть столицы в небо, намереваясь сбросить её на землю, используя это часть земли в качестве метеорита, чтобы вызвать глобальное вымирание планеты. В финальном сражении с Альтроном Пьетро, увидев, что Альтрон намеревается убить Клинта и заковианского мальчика, с помощью своих способностей закрывает их машиной, однако сам не успевает укрыться, в результате чего большая часть пуль пронзает его тело, после чего он умирает на глазах у Клинта. Некоторое время спустя, Клинт называет своего новорождённого сына в честь Пьетро.

## Альтернативная версия
В 2023 году Агата Харкнесс берёт под контроль жителя города Уэствью по имени Ральф Боунер, заставляя его играть роль Пьетро и наделяя юношу соответствующими суперспособностями посредством магического ожерелья, чтобы выяснить, как Ванде удалось создать аномалию, окружающую город. Первоначально он был представлен как муж «Агнес», которого та неоднократно упоминала всякий раз, когда ей требовался повод для смеха. Позже Боунер отправляется в дом Ванды и Вижна, где Ванда Максимофф удивляется изменённой внешностью своего «брата», однако, в конечном итоге, принимает его. Поселившись в доме Ванды, Боунер знакомится с детьми Ванды, Томми и Билли. Как позже выясняется, Томми унаследовал его сверхскорость. Впоследствии Боунер раскрывает себя, в результате чего Ванда атакует его. После этого, Ральф выслеживает Монику Рамбо и заточает её в своём доме, захваченном Агатой. Моника, узнав, что Ральф не является братом Ванды, обезвреживает и освобождает его от чар Агаты, сняв с него магическое ожерелье.

## Критика
Персонаж получил смешанные отзывы критиков и фанатов, в частности из-за того, что тот был не столь силён, как оригинальная версия из комиксов и версия из серии фильмов «Люди Икс» от 20th Century Fox. Питер Максимофф описывался как «один из самых любимых персонажей из фильмов „Люди Икс“ от Fox», чья сверхскорость демонстрировалась в уникальных и местами комичных сценах с замедлением времени, в результате Ртуть стал фаворитом фанатов среди мутантов.
В 2015 году, президент Marvel Studios Кевин Файги заявил, что у них нет планов на появление Ртути в будущих проектах Marvel Studios. Персонаж упоминается на протяжении всего сериала «Ванда/Вижн» от Disney+, после чего житель Уэствью Ральф Боунер (в исполнении Эвана Питерса) выдаёт себя за него. Данный ход является отсылкой на прошлую роль Питерса в фильмах о Людях Икс. Первоначально зрители положительно восприняли появление Питерса в сериале, прежде чем состоялось раскрытие сюжетного поворота. Когда выяснилось, что персонаж Питерса не является Ртутью из альтернативной вселенной, данный ход получил всеобщее осуждение и даже сравнивался с линией Тревора Слэттери, подставного Мандарина из «Железного человека 3», также подвергнувшейся критике.